# Гірчаківка
Гірчакі́вка — село в Україні, у Берестинському районі Харківської області. Населення становить 38 осіб. Орган місцевого самоврядування — Миколо-Комишуватська сільська рада.

## Географія
Село Гірчаківка знаходиться на правому березі річки Орчик, на відстані 2 км розташоване село Миколо-Комишувата.

## Історія
1743 — дата заснування.
Під час організованого радянською владою Голодомору 1932—1933 років помер щонайменше 51 житель села.

## Населення
Згідно з переписом УРСР 1989 року чисельність наявного населення села становила 64 особи, з яких 26 чоловіків та 38 жінок.
За переписом населення України 2001 року в селі мешкало 38 осіб.

### Мова
Розподіл населення за рідною мовою за даними перепису 2001 року:
| Мова       | Відсоток |
| ---------- | -------- |
| українська | 57,89 %  |
| молдовська | 36,84 %  |
| російська  | 5,26 %   |

## Економіка
- Молочно-товарна і вівце-товарна ферми.

## Пам'ятки
- Ентомологічний заказник місцевого значення «Гірчаківський». Площа 5,0 га. Знаходиться біля села Гірчаківка в балці, яка покрита різнотравно-ковиловою рослинністю. Місце існування декількох видів комах — запилювачів багаторічних трав.